# Označevanje po Denavitu in Hartenbergu
Označevanje po Denavitu in Hartenbergu (tudi DH zapis, DH pravila) se nanaša označevanje elementov poljubnega mehanizma, ki ga tvorijo toga telesa. Omogoča karakterizacijo relativnega položaja dveh togih teles s samo štirimi parametri (namesto s šestimi) za ceno določenih omejitev pri izbiri referenčnih koordinatnih sistemov. Vsaka transformacija med dvema zaporednima elementoma je sestavljena kot zmnožek štirih osnovnih transformacij, ki so vsaka enolično določene s po enim parametrom. 
Označevanje po Denavitu in Hartenbergu se običajno uporablja za modeliranje kinematičnih verig, sestavljenih iz segmentov (togih teles) povezanih s sklepi z bodisi translacijskimi ali rotacijskimi prostostnimi stopnjami. V robotski kinematiki se ta postopek uporablja za določitev geometrijskega modela manipulatorjev, ki je osnova za izračun direktne in inverzne kinematike. Med drugim se uporablja tudi pri kalibraciji industrijskih robotov.
Zapis sta leta 1955, še pred začetki sodobne robotike, predlagala J. Denavit in R. S. Hartenberg. Označevanje je leta 1981 uporabil R. Paul v eni prvih robotskih knjig kot podlago za računalniško analizo robotskega mehanizma. V nekaterih virih je v uporabi tudi spremenjen DH zapis.
Kljub razvoju alternativnih pristopov, je označevanje po Denavitu in Hartenbergu še dandanes standarden postopek v robotiki.

## Postopek označevanja
Vsakemu segmentu in sklepu je dodeljena zaporedna številka (običajno od baze do konca kinematične verige). Najprej bomo obravnavali geometrijsko zvezo med dvema zaporednima segmentoma, nato pa bomo na rekurzivni način modelirali celotno verigo. Določiti moramo dva koordinatna sistema, ki bosta pripeta na vsakega od segmentov, in izračunati koordinatno transformacijo med njima. 

### Postavitev koordinatnih sistemov
Privzamemo, da os {\displaystyle n} povezuje segmenta {\displaystyle n-1} in {\displaystyle n}. Nadalje definiramo koordinatni sistem {\displaystyle n}-tega segmenta:
1. Os {\displaystyle z_{n}} je izbrana vzdolž osi {\displaystyle n+1}-vega sklepa.
2. Postavi koordinatno izhodišče {\displaystyle O_{n}} na presečišče osi {\displaystyle z_{n}} s skupno normalo na osi {\displaystyle z_{n-1}} in {\displaystyle z_{n}}. Skupna normala predstavlja najkrajšo razdaljo med obema osema in je pravokotna na vsako od osi.
3. Os {\displaystyle x_{n}} je izbrana vzdolž skupne normale na osi {\displaystyle z_{n-1}} in {\displaystyle z_{n}}, tako da je usmerjena od sklepa {\displaystyle n} k sklepu {\displaystyle n+1}. Izračuna se kot vektorski produkt {\displaystyle \mathbb {\hat {e}} _{z_{n-1}}\times \mathbb {\hat {e}} _{z_{n}}}.
4. Os {\displaystyle y_{n}} je izbrana tako, da skupaj z osema {\displaystyle x_{n}} in {\displaystyle y_{n}} dobimo desnosučni koordinatni sistem.

Na presečišču skupne normale z osjo {\displaystyle n}-tega sklepa določimo še točko {\displaystyle O_{n}'}.
Za prvi sklep se prevzame {\displaystyle x}-os drugega sklepa. Pri tem je potrebno upoštevati, da ni nujno, da so sklepi, modelirani v skladu z DH označevanjem, v enakih položajih kot fizični sklep, ki ga opisujejo. Dokler se premik kompenzira v enem od naslednjih segmentov kinematične verige, je mogoče sklepe premikati vzdolž njihove vrtilne osi in vrteti okoli nje po želji, ne da bi to vplivalo na končni rezultat izračuna. Ta lastnost je posebej izkoriščena za poravnavo spojev med seboj na tak način, da se izogne opisovanju vrtenja in premikov vzdolž {\displaystyle y} osi  in posledično se lahko število parametrov, potrebnih za opis zadevnih transformacij, zmanjša s šest na štiri.

### Denavit-Hartenbergovi (DH) parametri
Lega {\displaystyle n}-tega koordinatnega sistema glede na {\displaystyle n-1}-vi koordinatni sistem določena z naslednjimi štirimi Denavit-Hartenbergovi (DH) parametri:
- {\displaystyle d_{n}} – razdalja med {\displaystyle O_{n-i}} in {\displaystyle O_{n}'} vzdolž osi {\displaystyle z_{n-1}},
- {\displaystyle \theta _{n}} – kot med osema {\displaystyle x_{n-1}} in {\displaystyle x_{n}} okrog osi {\displaystyle z_{n-1}},
- {\displaystyle a_{n}} (v nekaterih virih tudi {\displaystyle r_{n}}) – razdalja med {\displaystyle O_{n}} in {\displaystyle O_{n}'} vzdolž osi {\displaystyle x_{n}},
- {\displaystyle \alpha _{n}} – kot med osema {\displaystyle z_{n-1}} in {\displaystyle z_{n}} okrog osi {\displaystyle x_{n}}.

Parametra {\displaystyle a_{n}} in {\displaystyle \alpha _{n}} sta konstantna in odvisna od geometrije posameznega segmenta. Od ostalih dveh parametrov je le en spremenljivka glede ne tip sklepa, ki povezuje uaporedna segmenta:
- če je {\displaystyle n}-ti sklep rotacijski, je spremenljivka {\displaystyle \theta _{n}},
- če je {\displaystyle n}-ti sklep translacijski, je spremenljivka {\displaystyle d_{n}}.

### Izračun transformacije med zaporednima segmentoma
Transformacijo med {\displaystyle n}-tim koordinatnim sistemom in koordinatnim sistemom {\displaystyle (i-1)} opišemo z naslednjimi štirimi operacijami:
{\displaystyle {}^{n-1}T_{n}=\operatorname {Trans} _{z_{n-1}}(d_{n})\cdot \operatorname {Rot} _{z_{n-1}}(\theta _{n})\cdot \operatorname {Trans} _{x_{n}}(r_{n})\cdot \operatorname {Rot} _{x_{n}}(\alpha _{n})}
pri čemer velja:
{\displaystyle \operatorname {Trans} _{z_{n-1}}(d_{n})={\begin{bmatrix}1&0&0&0\\0&1&0&0\\0&0&1&d_{n}\\0&0&0&1\\\end{bmatrix}}}
{\displaystyle \operatorname {Rot} _{z_{n-1}}(\theta _{n})={\begin{bmatrix}\cos \theta _{n}&-\sin \theta _{n}&0&0\\\sin \theta _{n}&\cos \theta _{n}&0&0\\0&0&1&0\\0&0&0&1\\\end{bmatrix}}}
{\displaystyle \operatorname {Trans} _{x_{n}}(r_{n})={\begin{bmatrix}1&0&0&r_{n}\\0&1&0&0\\0&0&1&0\\0&0&0&1\\\end{bmatrix}}}
{\displaystyle \operatorname {Rot} _{x_{n}}(\alpha _{n})={\begin{bmatrix}1&0&0&0\\0&\cos \alpha _{n}&-\sin \alpha _{n}&0\\0&\sin \alpha _{n}&\cos \alpha _{n}&0\\0&0&0&1\\\end{bmatrix}}}
Od tu dobimo celotno transformacijsko matriko:
{\displaystyle \operatorname {} ^{n-1}T_{n}={\begin{bmatrix}\cos \theta _{n}&-\sin \theta _{n}\cos \alpha _{n}&\sin \theta _{n}\sin \alpha _{n}&r_{n}\cos \theta _{n}\\\sin \theta _{n}&\cos \theta _{n}\cos \alpha _{n}&-\cos \theta _{n}\sin \alpha _{n}&r_{n}\sin \theta _{n}\\0&\sin \alpha _{n}&\cos \alpha _{n}&d_{n}\\0&0&0&1\\\end{bmatrix}}}

## Spremenjeni DH parametri
Nekateri viri uporabljajo spremenjene DH parametre.. Razlika med klasičnimi DH parametri in spremenjenimi DH parametri je v mestih vpetja lokalnih koordinatnih sistemov na segmente in vrstnem redu transformacij.
V primerjavi s klasičnim označevanjem, kjer je koordinatni sistem {\displaystyle O_{n-1}} pripet na {\displaystyle n}-to os, je pri spremenjenem označevanju pripet na os {\displaystyle n-1}.
Pri spremenjenem zapisu je transformacijska matrika izračunana z naslednjim vrstnim redom operacij:
{\displaystyle {}^{n-1}T_{n}=\operatorname {Rot} _{x_{n-1}}(\alpha _{n-1})\cdot \operatorname {Trans} _{x_{n-1}}(a_{n-1})\cdot \operatorname {Rot} _{z_{n}}(\theta _{n})\cdot \operatorname {Trans} _{z_{n}}(d_{n})}
V tem primeru je transformacijska matrika:
{\displaystyle \operatorname {} ^{n-1}T_{n}={\begin{bmatrix}\cos \theta _{n}&-\sin \theta _{n}&0&a_{n-1}\\\sin \theta _{n}\cos \alpha _{n-1}&\cos \theta _{n}\cos \alpha _{n-1}&-\sin \alpha _{n-1}&-d_{n}\sin \alpha _{n-1}\\\sin \theta _{n}\sin \alpha _{n-1}&\cos \theta _{n}\sin \alpha _{n-1}&\cos \alpha _{n-1}&d_{n}\cos \alpha _{n-1}\\0&0&0&1\end{bmatrix}}}